# Włodzimierz Sadalski
Włodzimierz Sadalski (Poznań, 29 de agosto de 1949) é um ex-jogador de voleibol da Polônia que competiu nos Jogos Olímpicos de 1976.
Em 1976, ele fez parte da equipe polonesa que conquistou a medalha de ouro no torneio olímpico, no qual jogou em todas as seis partidas. Entre 1987 e 1992, Sadalski foi o treinador da seleção finlandesa masculina e atualmente é o técnico do East Volley.